# فلیتوود، لانکاشر
longitudeفلیتوود، لانکاشرlatitudeفلیتوود، لانکاشر
فلیتوود، لانکاشر (به انگلیسی: Fleetwood) یک شهرک در بریتانیا است که در انگلستان واقع شده‌است.

## خصوصیات
فلیتوود ۲۵٬۹۳۹ نفر جمعیت دارد.